# Chéri(e), fais les valises !
Chéri(e), fais les valises ! est un jeu de télévision française créé, produit et présenté par Nagui et diffusé du 28 mars au 20 mai 2011 sur France 2 du lundi au vendredi entre 19 heures et 20 heures.
C'est une création originale de la société Air Productions.
À la suite des mauvaises audiences, l'émission ne revient pas dans les programmes de France 2.

## Diffusion
Une première série d'émissions est enregistrée et programmée du 28 mars au 20 mai 2011. Comme prévu, N'oubliez pas les paroles ! est par la suite de retour à l'antenne jusqu'à la fin de la saison.

### Audiences
La première émission est un succès en réunissant 3,1 millions de téléspectateurs pour 16,5 % de parts de marché sur l'ensemble du public, avec 19,6 % sur les ménagères, 21 % sur les 11-24 ans (cible qui remporte le plus gros succès), 18 % sur les 25-49 ans et 15 % sur les plus de 50 ans, soit des scores très satisfaisants sur l'ensemble des cibles et des audiences bien plus élevées que N'oubliez pas les paroles qui occupait cette case précédemment.
La semaine du 28 mars au 1er avril, le jeu enregistre un très bon score avec 2,4 millions de téléspectateurs et 13,9 % de PDM. L'audience est en baisse ensuite avec moins de deux millions de téléspectateurs depuis le 6 avril pour environ 10,5 % de PDM réunissant sur la période, beaucoup moins de téléspectateurs que N'oubliez pas les paroles. Le 23 mai, cette dernière reprend donc la case horaire et malgré une petite hausse d'audience, celles-ci restent inférieures à ce qu'elles étaient avant Chéri(e), fais les valises !.

## Principe et déroulement du jeu
- Si vous ne connaissez pas le sujet, laissez ce bandeau (vous pouvez alors contacter les auteurs).
- Si vous supprimez le contenu mis en cause (vous pouvez préalablement contacter les auteurs),

argumentez précisément cette suppression dans la page de discussion
(un manque de référence n'est pas un argument ; une recherche réelle de référence doit avoir été effectuée, être formellement documentée).
Les candidats sont sélectionnés dans le public grâce à des questions de culture générale puis s'affrontent en duels lors d'épreuves décalées à la fois sportives et de culture générale. Les trois gagnants des duos sont sélectionnés pour la finale. Le gagnant de la finale gagne ce qui se trouve dans la valise qu'il choisit et peut remporter une somme d'argent grâce à la malle.

### Duels
Trois duels avec six candidats différents sont organisés lors de l'émission.
Pour sélectionner le premier candidat pour le duel, l'animateur pose trois questions à la suite. 
Il sélectionne au hasard un spectateur levant la main et lui demande les trois réponses à la suite sans répéter les questions. Si les réponses sont bonnes, le candidat est sélectionné. Sinon Nagui passe à un autre spectateur.
Pour sélectionner un second candidat, trois nouvelles questions sont posées.
Lorsque deux candidats sont sélectionnés, un jeu est organisé pour les départager.

### Finale
Les trois finalistes se retrouvent lors de la finale, où ils se livrent à un quiz, à l'issue duquel il faut être le premier à atteindre 21 points. Depuis le 4 avril, si aucun finaliste n'atteint le score de 21 points au moment du gong (à cinq minutes), c'est celui qui est le plus proche de 21 points qui gagne.
Les candidats choisissent pour cela des valises (tournant sur un tapis roulant) qui valent de un à onze points. Plus le nombre de points est élevé, plus la question est difficile. 
Le gagnant choisit une de ses valises. Le cadeau contenu dans la valise à une valeur aléatoire, allant de la babiole au voyage de rêve (la valeur du cadeau n'est pas liée au nombre de points de la valise). Si la première valise choisie ne lui plait pas, il peut prendre une autre valise.

### La malle
À la fin du jeu, le candidat tente de « se faire la malle » : il tente de découvrir l’objet qui se cache dans une très grande malle placée au centre du public. Il peut pendant 30 secondes poser des questions fermées sur l'objet.

#### Malles remportées
| N° | Noms des candidats | Gains    | Objets                  | Dates                                           |
| -- | ------------------ | -------- | ----------------------- | ----------------------------------------------- |
| 1  | Servane            | 23 000 € | Une bombe d'équitation  | Lundi 28 mars 2011 - Jeudi 21 avril 2011        |
| 2  | Stéphane           | 8 000 €  | Un niveau à bulle       | Vendredi 22 avril 2011 - Mercredi 27 avril 2011 |
| 3  | Anaïs              | 8 000 €  | Un baby-foot            | Jeudi 28 avril 2011 - Mardi 3 mai 2011          |
| 4  | Nathalie           | 16 000 € | Un clavier d'ordinateur | Mercredi 4 mai 2011 - Jeudi 19 mai 2011         |